# Stará Paka
Stará Paka település Csehországban, a Jičíni járásban. Stará Paka Bělá, Syřenov, Svojek, Levínská Olešnice, Nová Ves nad Popelkou, Roztoky u Jilemnice, Úbislavice és Nová Paka településekkel határos. Lakosainak száma 2134 fő (2024. január 1.).

## Népesség
A település lakosságának változását az alábbi diagram mutatja:
| Lakosok száma | 3398 | 3701 | 4188 | 2924 | 2549 | 2024 | 2084 | 2081 | 2083 | 2134 |
|               | 1869 | 1890 | 1921 | 1950 | 1980 | 2001 | 2017 | 2019 | 2022 | 2024 |